# Lino Liviabella

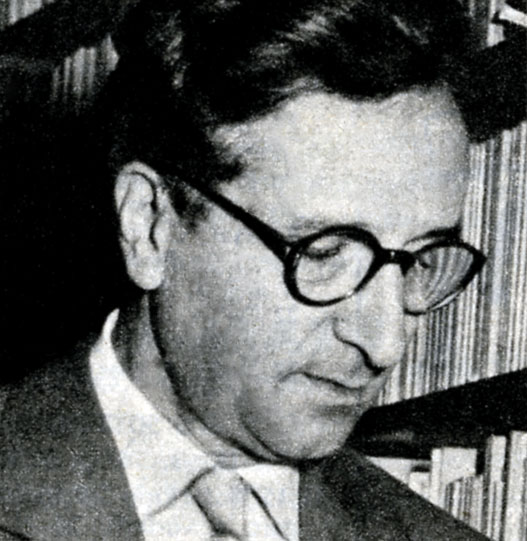
Lino Liviabella, um 1957

Lino Liviabella (* 7. April 1902 in Macerata; † 21. Oktober 1964 in Bologna) war ein italienischer Komponist, Pianist und Hochschullehrer.
Liviabella stammte aus einer Musikerfamilie. Sein Großvater väterlicherseits Livio war Schüler von Rossini und Kirchenmusiker in Tolentino, der Vater Oreste hatte an der Accademia di Santa Cecilia in Rom Klavier und Orgel sowie bei Ottorino Respighi Komposition studiert und war am Dom von Macerata als Kantor tätig. Liviabella studierte zunächst Literatur, wechselte aber bald, gegen den Willen seiner Eltern, zur Musik. Das Studium finanzierte er sich durch privaten Klavierunterricht und als Pianist in Filmtheateraufführungen.
1928 wurde er zum Leiter und Klavierdozenten am Liceo Musicale in Pescara ernannt, 1931 wechselte er in gleicher Funktion nach Venedig, ab 1940 wurde er ordentlicher Professor für Kontrapunkt und Komposition am Konservatorium von Palermo. 
Im Jahre 1942 zog Liviabella endgültig nach Bologna. Er besetzte den Lehrstuhl für Kontrapunkt und Komposition am dortigen Konservatorium, wo er später Vizedirektor und, nach der Leitung der Konservatorien von Pesaro (1953–1959) und Parma (1959–1963), Direktor wurde. 1958 beendete er die Niederschrift eines Traktats zur Harmonielehre, 1964 fasste er seine didaktischen Erfahrungen gemeinsam mit R. Monterosso in dem Werk Sentir musica (‚Musik hören‘ bzw. ‚fühlen‘) zusammen. Außerdem schrieb er Essays für musikalische Fachzeitschriften. Unter seinen zahlreichen Schülern waren die Komponisten Franco Donatoni und Guido Ferraresi. Neben seiner Tätigkeit als Komponist trat Liviabella auch als Pianist auf.
Liviabella erhielt zahlreiche internationale Auszeichnungen, darunter den ersten Preis im Nationalwettbewerb der Propaganda Musicale für seine Violinsonate a-moll (1928), beim Wettbewerb Terza Mostra Nazionale di Musica Contemporanea 1934 für die Sonate in einem Satz für Violine und Klavier. 1936 errang er den zweiten Platz in der Kategorie Orchestermusik bei den Kunstwettbewerben der Olympischen Sommerspiele 1936 für sein Orchesterwerk Il vincitore (‚Der Sieger‘), das von den Berliner Philharmonikern unter seiner Leitung uraufgeführt wurde. Weitere wichtige Auszeichnungen waren der Premio San Remo (1940), der Premio Roma für die Kantate O Crux, ave! (1950), und das Ehrendiplom des Comitato Internazionale per l’Unità e l’Universalità della Cultura (1962).

## Werke
Bühnenwerke
- L’usignolo e la rosa, (‚Die Nachtigall und die Rose‘), Ballett nach Oscar Wilde (1925)
- Favola di poeta, Ballett auf eine Handlung von Adriano Prandi (1935)
- Antigone, lyrische Tragödie, Text: Emidio Mucci (1941)
- La Conchiglia (‚Die Muschel‘), dramatische Novelle, Text: Emidio Mucci (1952)
- Canto di Natale (‚Weihnachtslied‘), Oper auf einen Text von Enzo Lucio Murolo (1962)

Kantaten
- Manina di neve, (‚Händchen aus Schnee‘, 1935)
- Sorella Chiara, (‚Schwester Chiara‘, 1943)
- Caterina da Siena, (‚Katherina von Siena‘, 1947)
- O Crux, Ave!, (1950)
- Le sette parole di Gesù sulla Croce, (‚Die sieben Worte Jesu am Kreuz‘, 1957)

Symphonische Musik
- Monte Mario, symphonische Dichtung (1937)
- La mia terra, symphonische Dichtung (‚Mein Land‘, 1942)
- Poema per pianoforte e orchestra (‚Dichtung für Klavier und Orchester‘, 1952)
- Violinkonzert (1956)
- Symphonie in vier Sätzen für Sopran und Orchester auf Texte von Thomas Stearns Eliot (1963)
- Konzert für Orchester (1964)

Kammermusik
- Sonate Nr. 1 für Violine und Klavier (1928)
- Sonata ciclica für Violoncello und Klavier (1931)
- Sonate Nr. 2 für Violine und Klavier (1932)
- Streichquartett Nr. 3 (1948)
- Klaviertrio (1948)
- Violasonate Nr. 1 (1950)
- Streichquartett Nr. 4 La melanconia (1955)
- Tre momenti für Viola und Klavier (1956)
- Sette duetti miniatura (Sieben Miniatur-Duette) für Violine und Viola (1957)
- Violasonate Nr. 2 (1957)
- Quattro brani nuziali (Vier Hochzeitslieder) für Viola und Orgel oder Harmonium (1961)